# Rio Tamuxe
Tamuxe é um rio da província de Pontevedra, Galiza, Espanha. É um dos afluentes do rio Minho.